# Norská mužská florbalová reprezentace

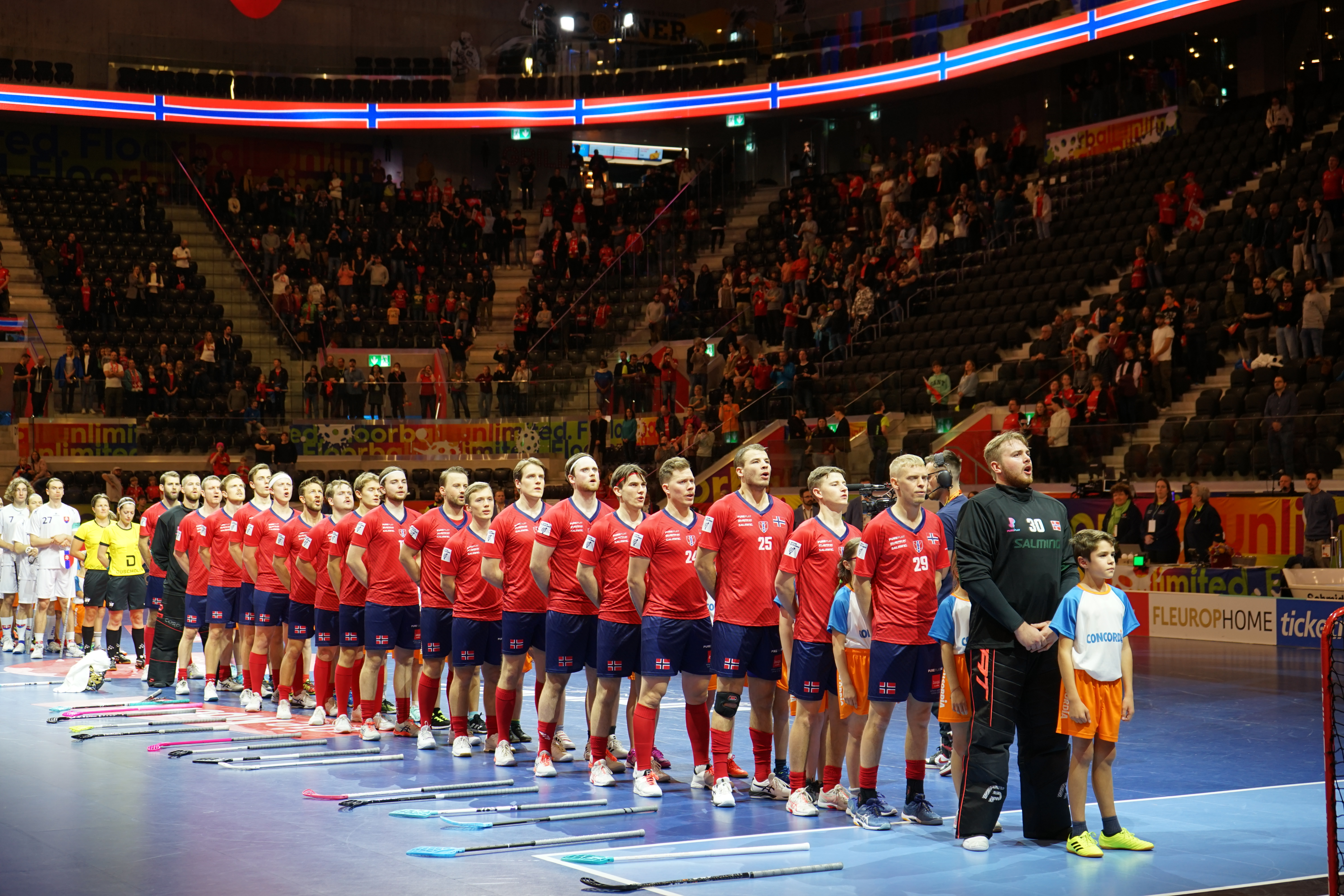
Norská florbalová reprezentace na Mistrovství světa 2022

Norská mužská florbalová reprezentace je národní florbalový tým Norska.
Tým se zúčastnil všech dosavadních mistrovství světa a jednoho ročníku mistrovství Evropy. Nejlepším výsledkem týmu je třetí místo na prvním mistrovství světa v roce 1996. Norsko je tak po Švédsku, Finsku, Švýcarsku a Česku jediná další země, která na mistrovství získala medaili.
V žebříčku IFF je Norsko osmé (za Německem a před Estonskem) po sedmém a osmém místě na šampionátech v letech 2024 a 2022.

## Bilance s Českem
K listopadu 2023 má Norsko z dosavadních 22 zápasů proti české reprezentaci mírně pozitivní bilanci, která se v průběhu času zhoršuje. Naposledy Norsko zvítězilo v roce 2012. Bylo to v zápase o páté až osmé místo na Mistrovství světa 2012, což pro Česko znamenalo konečné sedmé místo, tedy nejhorší umístění v historii.
Mimo zmíněného utkání porazili Norové Čechy v zápasech o umístění i na prvních třech mistrovstvích světa – v roce 1996 v zápase o třetí místo (již zmíněná jediná norská medaile), a v letech 1998 a 2000 v zápasech o páté místo. Výhry Norů tak Čechům přinesly celkem tři nejhorší umístění na světových šampionátech. Norové poprvé v Českem prohráli ve skupině na Mistrovství světa 2004. Po roce 2012 již prohráli všechny vzájemné zápasy, včetně třech střetnutí ve skupině na mistrovstvích světa, naposledy v roce 2021.

## Umístění

### Mistrovství Evropy
| Turnaj | Místo     | Umístění | Rozhodující zápas |
| ------ | --------- | -------- | ----------------- |
| 1994   | Finsko    | 4.       | Švýcarsko 2 : 4   |
| 1995   | Švýcarsko | —        | —                 |

### Mistrovství světa
| Turnaj | Místo     | Umístění | Rozhodující zápas |
| ------ | --------- | -------- | ----------------- |
| 1996   | Švédsko   | 3.       | Česko 6 : 2       |
| 1998   | Česko     | 5.       | Česko 5 : 4       |
| 2000   | Norsko    | 5.       | Česko 5 : 2       |
| 2002   | Finsko    | 5.       | Dánsko 6 : 1      |
| 2004   | Švýcarsko | 5.       | Lotyšsko 6 : 4    |
| 2006   | Švédsko   | 7.       | Itálie 11 : 3     |
| 2008   | Česko     | 6.       | Lotyšsko 5 : 6    |
| 2010   | Finsko    | 6.       | Lotyšsko 5 : 6pp  |
| 2012   | Švýcarsko | 5.       | Lotyšsko 7 : 5    |
| 2014   | Švédsko   | 6.       | Lotyšsko 3 : 4    |
| 2016   | Lotyšsko  | 6.       | Dánsko 4 : 5pn    |
| 2018   | Česko     | 7.       | Dánsko 9 : 5      |
| 2020   | Finsko    | 6.       | Lotyšsko 2 : 4    |
| 2022   | Švýcarsko | 8.       | Slovensko 5 : 10  |
| 2024   | Švédsko   | 7.       | Německo 12 : 5    |